# Federico Persico
Federico Persico (Napoli, 6 aprile 1829 – Napoli, 24 febbraio 1919) è stato un giurista e poeta italiano.

## Biografia
Federico Persico studiò giurisprudenza dapprima alla Scuola di Sant'Agnello a Caponapoli (Napoli) diretta da Roberto Savarese, e poi all'Università di Napoli dove si laureò nel 1851 e dove nel 1860 ottenne la cattedra di Diritto Amministrativo, succedendo a Giovanni Manna, grazie all'appoggio di Antonio Ranieri. Fu in seguito anche docente di Scienza delle Finanze e Diritto Finanziario. Sposò Maria Barbara Cavalcanti di Verbicaro; una loro figliuola, Maria Antonia Persico, sposò nel 1898 l'eminente statista Francesco Saverio Nitti ed ebbe come figli, fra gli altri, Federico, che divenne un importante farmacologo, e Filomena, ricercatrice e moglie del premio Nobel Daniel Bovet. 
Federico Persico fu autore di numerosi lavori di economia e diritto. Nel 1875  fondò la rivista giuridica "Il Filangieri" con Enrico Pessina e Giuseppe Polignani.
In politica fu "neoguelfo", ossia appartenne al gruppo di cattolici moderati --quali per es., Ruggiero Bonghi, Pietro Calà Ulloa, Vincenzo d'Errico, Enrico Cenni e Giovanni Manna-- che, nel periodo preunitario, aspiravano alla costituzione di una confederazione degli stati preunitari italiani sotto la presidenza del papa, secondo quando teorizzato nel 1843 da Gioberti nel "Del primato morale e civile degli italiani". Critico verso il dispotismo borbonico,  dopo il 1860 fu ugualmente critico sulle modalità con cui era avvenuta l'Unità d'Italia.
Fu anche un letterato. Scrisse delle liriche, alcune delle quali musicate da Giuseppe Cotrufo, l'oratorio "Samuele" musicato da Giuseppe Martucci, tradusse il "Faust" di Goethe e "La cicuta" di Émile Augier. Fondò con Francesco De Sanctis il Circolo Filologico e si è dedicato spesso alla critica letteraria e a quella musicale.

## Opere

### Saggi di economia e diritto
- Federico Persico, Principi di diritto amministrativo, Napoli, G. Marghieri, 1875.
- Federico Persico, Le rappresentanze politiche e amministrative : considerazioni e proposte, Napoli, Riccardo Marghieri, 1885.
- Federico Persico, Italia e Roma : riflessioni, Napoli, stamp. dei Classici italiani, 1865.
- Federico Persico, Corso di scienza delle finanze del prof. Federico Persico, Napoli, Tip. della Regia università, 1892.
- Federico Persico, Del regime parlamentare: note critiche letta alla Reale Accademia di Scienze Morali e Politiche, Napoli, Tip. e Stereotip. della Regia Università, 1885.
- Federico Persico, Il giurì inglese : nota letta alla R. Accademia di scienze morali e politiche della Società reale di Napoli, Napoli, Tipografia nella regia Universita, 1899.
- Federico Persico, Germania e Inghilterra : memoria letta alla R. Accademia di scienze morali e politiche della Societa reale di Napoli / dal socio Federico Persico, Napoli, F. Sangiovanni & F.io, 1916.
- Federico Persico, Gladstone, Newman e Capecelatro, Firenze, Tip. G. Carnesecchi, 1875.
- Federico Persico, L'insegnamento della filosofia della storia : nota letta alla R. Accademia di scienze morali e politiche della Societa Reale di Napoli, Napoli, stab. tip. F. Sangiovanni, 1913.
- Federico Persico, Scienza o religione?, Firenze, uff. della Rassegna nazionale, 1895.
- Federico Persico, Governo o Rivoluzione?, Napoli, 1867.

### Opere letterarie
- Federico Persico, Folia: canti e novelle, Bologna, Nicola Zanichelli, 1879.
- Federico Persico, Ermanno : racconto, Napoli, Stamperia e Calcografia vico Freddo Pigna Secca 15-16, 1856.
- Federico Persico, Rambha : novella indiana, Napoli, Tip. e stereotipia della R. Universita, 1875.
- Federico Persico, La pietra nel cuore : racconto, Napoli, Riccardo Marghieri, 1878.

### Saggi di Critica letteraria
- Federico Persico, Lineamenti di estetica, Napoli, Tip. F. Sangiovanni e Figlio, 1912.
- Federico Persico, Poeti napoletani della prima metà del secolo, Napoli, Riccardo Marghieri, 1891.
- Federico Persico, La donna nei promessi sposi, Roma, Tip. Unione Ed., 1913.
- Federico Persico, Petrarca e Dante : Memoria : letta all'Accademia di Scienze Morali e Politiche della Societa Reale di Napoli dal socio Federico Persico, Napoli, Tip. della Regia università, 1893.
- Federico Persico, Alfonso di Casanova e la Divina Commedia, a cura di Federico Persico, Firenze, tip. e lit. di G. Carnesecchi e f.i, 1875.
- Federico Persico, Spigolando sul Leopardi : memoria letta alla R. accademia di scienze morali e politiche delle societa Reale di Napoli / dal socio residente Federico Persico, Napoli, Stab. tip. della R. Università, 1905.
- Federico Persico, Una questione leopardiana, Roma, Tip. dell'Unione editrice, 1909.
- Federico Persico, Edgardo Poe : conferenza tenuta nel circolo filologico il di 24 giugno 1876, Napoli, R. Marghieri, 1876.
- Federico Persico, Ripensando la "Scienza Nuova", Firenze, Uff. della Rassegna Nazionale, 1912.